# Potemkinkuliss
En potemkinkuliss eller potemkinfasad är en bedräglig skönmålning som döljer en bedrövlig verklighet. Begreppet sägs ha kommit från den ryska fursten Grigorij Potemkin som inför kejsarinnan Katarina II:s resa till Krim 1787 lät sätta upp kulisser föreställande välmående byar längs hennes resväg, för att ge intryck av att han snabbt hade åstadkommit välstånd på den nyerövrade halvön.
Enligt Simon Sebag Montefiore, som har skrivit biografin Potemkin och Katarina den stora - en kejserlig förbindelse, är "potemkinkulisserna" en myt uppfunnen av Potemkins politiska fiender.

## Exempel på potemkinkulisser
- Gettot och staden Theresienstadt kallades paradisghettot under andra världskriget - när det förevisades för Röda Korset putsades fasader och gator och blommor planterades. Det var dock en potemkinfasad, verkligheten var svält, usla förhållanden och den grymma hemligheten att det var en mellanstation till Auschwitz-Birkenau.
- I förintelselägren i östra Polen, till exempel Treblinka, fanns potemkinfasader i form av trevliga stationshus.
- Kijŏng-dong, Nordkorea